# Mihail Ștefănescu (dirijor)
Mihail Ștefănescu (născut la Craiova) este un muzician contemporan, dirijorul corului și orchestrei simfonice al filarmonicii de stat Ion Dumitrescu din Râmnicu Vâlcea, România. Mihail Ștefănescu este de asemenea și dirijorul corului Carmina Coziae, parte a Fiarmonicii de stat.